# (473037) 2015 HD75
(473037) 2015 HD75 es un asteroide perteneciente al cinturón de asteroides, descubierto el 19 de octubre de 2006 por el equipo del Spacewatch desde el Observatorio Nacional de Kitt Peak, Arizona, Estados Unidos.

## Designación y nombre
Designado provisionalmente como 2015 HD75.

## Características orbitales
2015 HD75 está situado a una distancia media del Sol de 3,092 ua, pudiendo alejarse hasta 3,348 ua y acercarse hasta 2,836 ua. Su excentricidad es 0,082 y la inclinación orbital 8,993 grados. Emplea 1986 días en completar una órbita alrededor del Sol.

## Características físicas
La magnitud absoluta de 2015 HD75 es 16,3.